# Vector Motors
Vector Motors è stata una casa automobilistica statunitense fondata nel 1971 a Wilmington in California.

## Storia

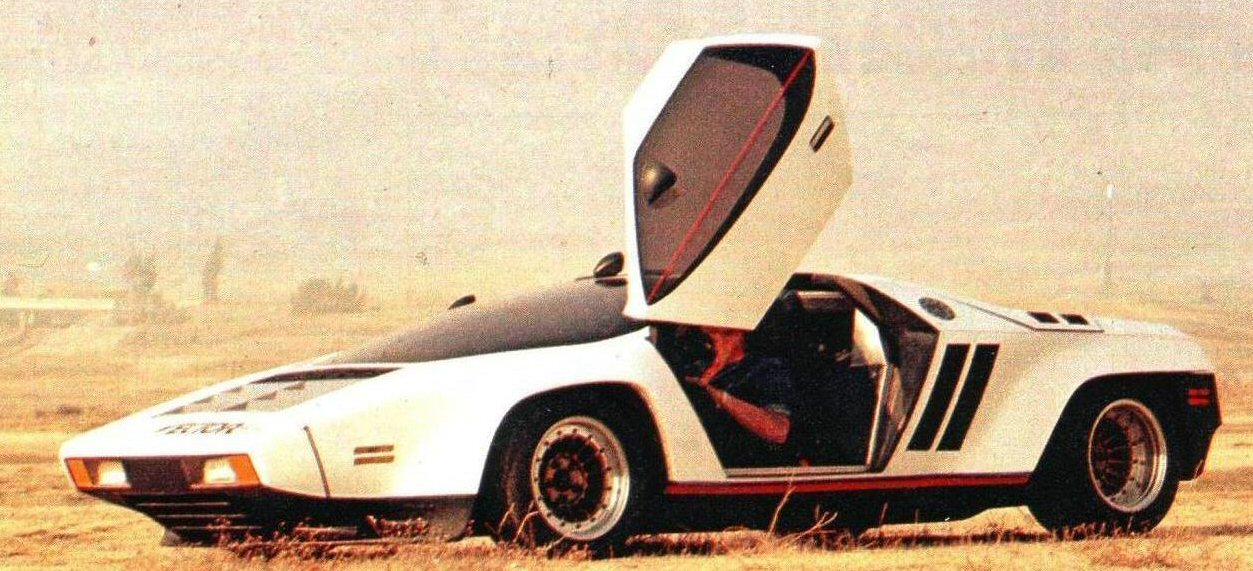
Vector W2

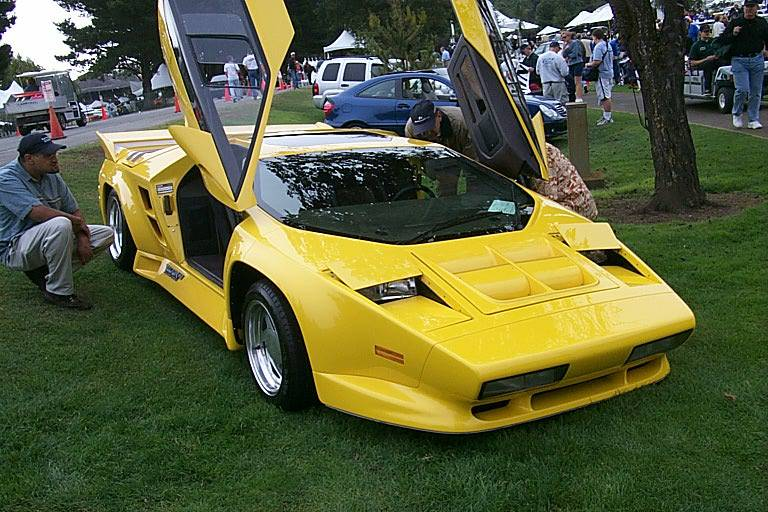
Vector W8

Fondata da Gerald Wiegert con la denominazione  "Vehicle Design Force", il primo prototipo fu esposto al salone di Los Angeles nel 1972.
Questo marchio rappresentò il primo tentativo statunitense di costruire vetture ad alte prestazioni con motore centrale che potessero competere con le sportive europee come Porsche, Lotus, Ferrari e Lamborghini.
Quasi tutte le auto prodotte dall'azienda sono contrassegnate dalla lettera "W" (che sta per Wiegert) e da un numero. La lettera "X" dopo la W, esempio la Vector WX-8, indicava che fosse un prototipo.
La produzione di veicoli iniziò a fine anni 80 e cessò a fine anni 90. L'azienda venne successivamente rifondata come Vector Motors Corporation continuando a sviluppare e produrre auto sportive.
Complessivamente, negli anni '80 e '90 furono sviluppati e prodotti circa 50 esemplari.
L'azienda provò a riprendersi a metà anni 90 sviluppando la Vector M12 con motore centrale Lamborghini ma a causa di svariate difficoltà finanziarie e d'approvvigionamento delle componenti dovette interrompere la produzione. Ne sono stimate circa 17 esemplari prodotti.
Il fondatore dell'azienda Wiegert tentò di riprendere la produzione,  ma riuscì a costruire solo un prototipo chiamato WX8, che non ebbe sviluppo produttivo per mancanza di risorse finanziarie.
Nel 2021 con la morte del fondatore, l'azienda è stata dimessa.